# Nacaeus impressicollis
Nacaeus impressicollis är en skalbaggsart som först beskrevs av Victor Ivanovitsch Motschulsky 1857.  Nacaeus impressicollis ingår i släktet Nacaeus och familjen kortvingar. Inga underarter finns listade i Catalogue of Life.